# Kormos rabszolgahangya

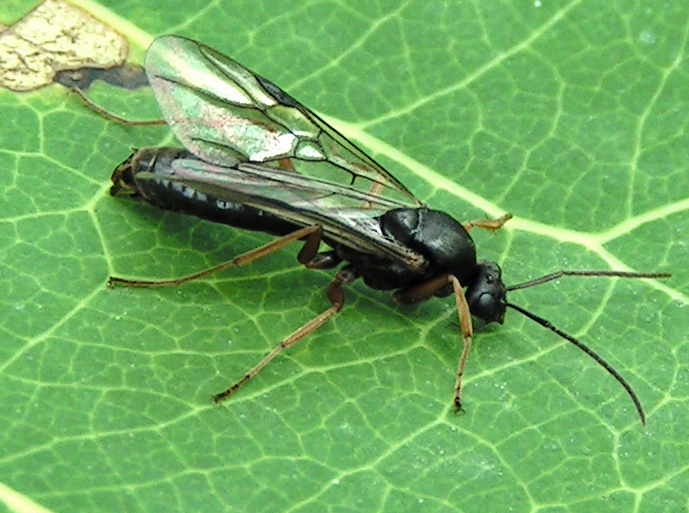
Hím egyed

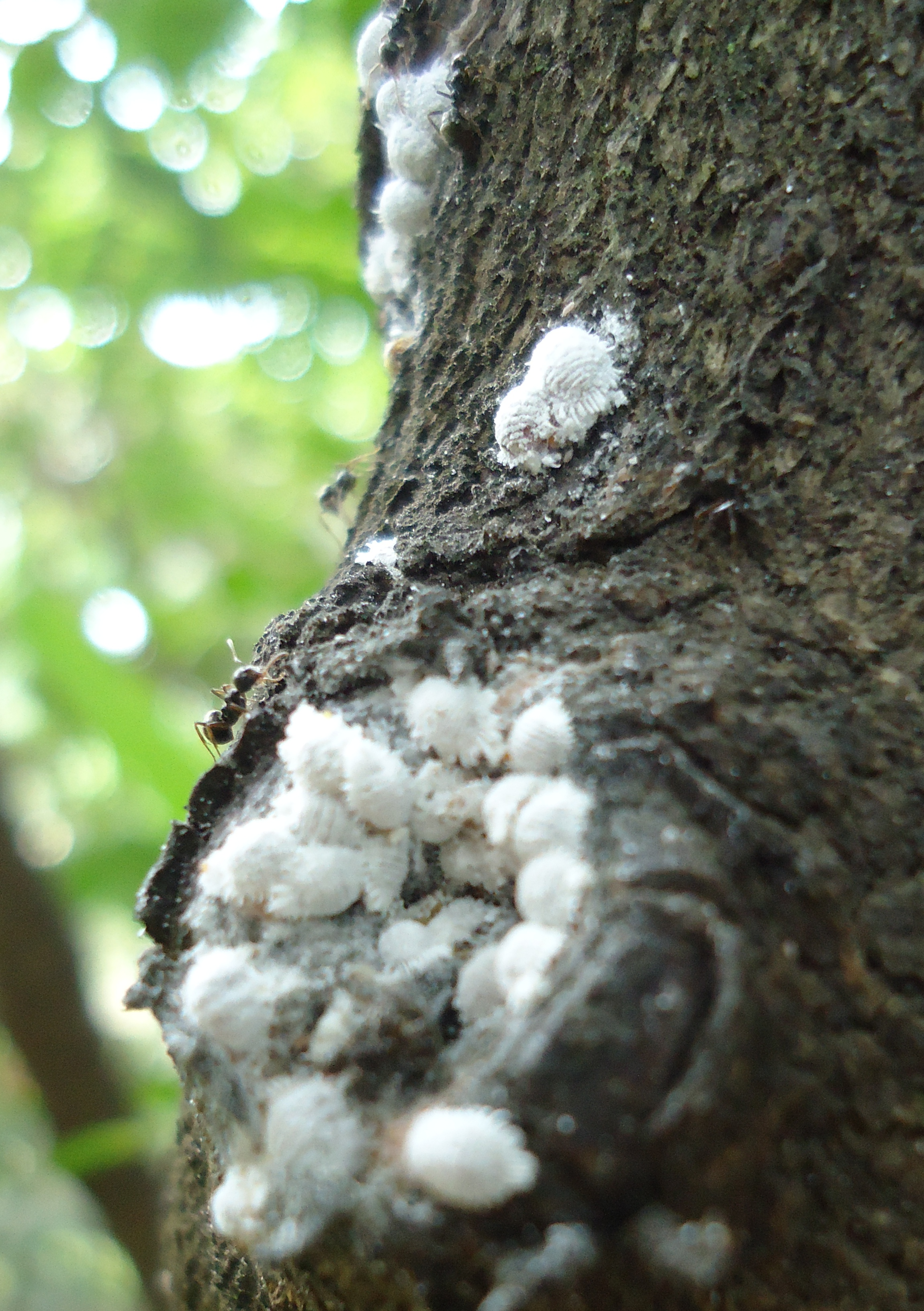
Dolgozói viaszos pajzstetveket őriznek

A kormos rabszolgahangya (Formica fusca) a hangyák (Formicidae) vöröshangyaformák (Formicinae) alcsaládjában a névadó vöröshangya (Formica) nem rabszolgahangya (Serviformica) alnemének legismertebb faja.

## Származása, elterjedése
Igen széles földrajzi elterjedésű transzpalearktikus faj. Eredeti elterjedési területe Nyugat- és Dél-Európától Skandináviáig (a 65. szélességi fokig), ill. kelet felé a Kaukázuson és Kis-Ázsián át egészen Közép-Ázsiáig húzódik; hazánkban viszonylag gyakori (Lőrinczi). Észak-Amerikába, Koreába(?) és Japánba behurcolták.

## Megjelenése, felépítése
A királynő és a dolgozók teste egyaránt nyúlánk, hosszúkás. Potrohukon hamvas fekete sáv húzódik keresztül. Lábai vörösesbarnák.
A dolgozók hossza többnyire 4–5 mm-esek. A nagyobb bolyokban ennél akár 1–2 mm-rel kisebb vagy nagyobb dolgozók is előfordulhatnak, de ezek nem külön alakok: a dolgozóknak csak egy kasztja van. Rágói erősek; az ezekkel okozott sebekbe a potrohából hangyasavat fecskendez (Hangyafarm).

## Életmódja, élőhelye
Mérsékelten meleg- és nedvességkedvelő Élőhelyei igen változatosak: a homokdűnéktől és a szárazabb, napsütötte domboldalaktól a réteken, erdei tisztásokon és ritkás, fiatal erdőkön át a tőzegmohás lápokig és a nedvesebb, gazdag aljnövényzetű zártabb erdőkig mindenhol előfordul. Olykor még városok peremterületein is megtelepszik.
Fészekdombjait változatos helyeken építi, de fészkelhet kövek alatt vagy korhadt fákban is. A napsütötte, melegebb erdőkben fészkei viszonylag sűrűn állhatnak, 100 m²-en akár akár 28 fészek is.
Kolóniáit többnyire önállóan alapítja. Néhány fiatal királynőt más bolyok fogadnak be, ezért bolyai többnyire többkirálynősek. Gyakran él más hangyafajokkal pleziobiotikus közösségekben.
Alapvetően ragadozó, de emellett nektárt és mézharmatot is gyűjtöget. A mézharmatot termelő félfedelesszárnyúakat (levéltetveket stb.) védelmezi.
A hangyafajok hierarchiájában a többi rabszolgahangyához hasonlóan alárendelt (szubordinált) faj. Fürge dolgozói a fészken kívül félénkek, az összecsapások elől meghátrálnak. Ettől csak fészkeik és a látogatott levéltetvek védelmében térnek el: nagy létszámfölényben akár az erdei vöröshangyák (Formica rufa) felderítőit is elpusztíthatják. Európában ez a szociálparazita vöröshangya (Formica) és amazonhangya (Polyergus) fajok egyik leggyakoribb segéd-, ill. rabszolgahangyája.
Július–augusztusban, a nappali órákban repül (Lőrinczi).
Meleg hatására gyorsan szaporodik. Az első évben 20–40 dolgozót nevel, ezek száma a második évben már a százat is elérheti. A kifejlett bolyban több ezer dolgozó is él együtt. A vöröshangya fajokra (Formica spp.) módon a királynő ősszel abbahagyja a peterakást és azt csak tavasszal, a pihenő időszak végeztén kezdi újra. Dolgozói bábgubóból kelnek ki. A petéből a dolgozó nagyjából (a hőmérséklettől és a tápláléktól függően) 4–6 hét alatt fejlődik ki (Hangyafarm).

## Alfajok, változatok
Alfajai:
- Formica fusca alpicola
- Formica fusca fuscolemani (Lengyelországban)
- Formica fusca maura (Észak-Afrikában)
- Formica fusca tombeuri (Portugáliában)